# Epicephala stauropa
Epicephala stauropa là một loài bướm đêm thuộc họ Gracillariidae. Loài này có ở Ấn Độ (Meghalaya).